# Rainer Laux
Rainer Laux (* 12. Juni 1961 in Andernach) ist ein deutscher Fernsehproduzent.
Er studierte von 1982 bis 1988 Rechtswissenschaften an der Johannes-Gutenberg-Universität in Mainz und arbeitete seit 1987 als Journalist in verschiedenen Positionen für die Fernsehsender ARD, ZDF und ProSieben.
Ab dem Jahr 2000 arbeitete Laux als – einem Executive Producer übergeordneten – „Delegated Producer“ für das Fernsehproduktionsunternehmen Endemol und war dort für die sehr populären Formate Big Brother, Nur die Liebe zählt und Wer wird Millionär? verantwortlich. Im Jahr 2010 verließ Laux Endemol, kam jedoch 2014 zurück, um als „Director Reality“ das im Vorjahr hinter den Erwartungen zurückgebliebene Format Promi Big Brother zu übernehmen.
Im Jahr 2020 gründete Laux gemeinsam mit EndemolShine Germany das Joint Venture Rainer Laux Productions GmbH, mit dem er bis heute u. a. für die Produktion von Big Brother, Promi Big Brother und Promis unter Palmen verantwortlich ist.